# Kalidasa paulinia
Kalidasa paulinia är en insektsart som först beskrevs av Victor Antoine Signoret 1862.  Kalidasa paulinia ingår i släktet Kalidasa och familjen lyktstritar. Inga underarter finns listade i Catalogue of Life.